# Braine
Braine es una comuna francesa, situada en el departamento de Aisne, de la región de Alta Francia.

## Demografía
| 1 600 | 1 722 | 1 943 | 1 952 | 2 090 | 2 069 | 2 1045 | 2 249 |
| Para los censos de 1962 a 1999 la población legal corresponde a la población sin duplicidades (Fuente: INSEE [Consultar]) |       |       |       |       |       |        |       |